# Великий похід-9
«Вели́кий похі́д» (кит. 长征七号运载火箭 -9, CZ-9, LM-9) — китайська ракета-носій надважкого класу з сімейства Великий похід. Згідно з планами освоєння космосу Китайської Народної Республіки першій політ ракети-носія Long March 9 відбудеться приблизно у 2030 році. А висадка на Місяць запланована на середину 2030 р.

## Історія

### 2016 рік, ранній дизайн
Станом на 2016 рік CZ-9 розроблялася як триступенева ракета з діаметром першого ступеня 10 метрів і з використанням кластера з чотирьох двигунів. Було запропоновано кілька варіантів ракети, причому CZ-9 є найбільшим: цей «базовий варіант» мав чотири додаткові прискорювачі на рідкому паливі, прикріплені до основного ступеня (кожен окремий прискорювач мав би до 5 метрів у діаметрі), і це цей варіант має вищезгадану вантажопідйомність LEO 140 000 кг. На додаток до базового варіанту існував варіант CZ-9A, який мав лише два додаткові прискорювачі та вантажопідйомність LEO 100 000 кг. Нарешті, є CZ-9B, який має лише 10-метровий діаметр основного ступеня та вантажопідйомність LEO 50 000 кг. Очікувана корисна вантажопідйомність «CZ-9» відносить його до класу надважких ракет-носіїв; Програма розробки ракети була офіційно затверджена урядом Китаю в 2021 році.

### 2021 рік, новий дизайн
24 червня 2021 року Лонг Лехао, головний дизайнер серії Long March, надав деякі оновлення щодо Long March 9 в Університеті Гонконгу в презентації під назвою «Long March Rocket and China's Aerospace». Оригінальний дизайн, названий 11-ю версією (2011), був замінений новим дизайном, названим 21-ю версією, яка мала багато змін, включаючи збільшений діаметр до 10,6 метрів, довжину до 108 метрів і вагу 4122 тонни. На ступені мало бути використано 16 рідкокисневих гасових двигунів YF-135 тягою понад 300 тонн кожен; 120-тонні воднево-кисневі двигуни будуть використовуватися на другому і третьому ступенях, чотири на другому і один на третьому. Всі паливні баки були замінені на несучий корпус, а всі зовнішні прискорювачі були видалені. Вантажопідйомність для виведення на LEO було збільшено зі 140 до 150 метричних тонн, а корисне навантаження для трансмісячного виведення — до 53 тонн. Лонг зазначив, що на момент презентації ця нова версія все ще розглядалася.
Вважається, що новий дизайн більше підходить для повторного використання першого ступеня та є відповіддю на SpaceX Starship. (Розробка LM9 2011 року вважається такою, що відповідає американській SLS.)

### 2022р. багаторазового використання
23 квітня 2022 року Лонг Лехао, головний дизайнер серії Long March, надав деякі оновлення щодо ще одного нового дизайну для Long March 9. Ця версія, яку називають версією 22, є багаторазовою конструкцією без бокового прискорювача, дуже схожою на Варіант 21. Другий і третій ступені будуть оснащені 120-тонними H2+LOX двигунами, як і варіант 21. Чотири двигуни на другому ступені і один двигун на третьому ступені. Проте діаметр першого та другого ступенів збільшено до 11 метрів, а діаметр третього ступеня становить 7,5 метра. Загальна довжина була збільшена до 111 метрів, а маса — 4122 тонни. Перший ступінь оснащуватиметься двадцятьма шістьма 200-тонними двигунами на метані/LOX замість двигуна YF-135 попередньої конструкції. Вантажопідйомність становить 150 тонн для LEO і 50 тонн для TLI.
Протягом жовтня 2022 року Лонг Лехао знову оприлюднив новий дизайн Long March 9. Діаметр першого та другого ступенів нової версії змінюється назад до 10,6 метрів, діаметр третього ступеня стає таким самим, як перший та другий ступінь, загальна довжина збільшується до 114 метрів, а потужність першого ступеня змінюється на двадцять чотири 240-тонний гасовий/LOX двигун. Вантажопідйомність 100—160 тонн для LEO і 35-53 тонни для TLI.

### 2023 рік
Під час презентації в Нанкінському університеті науки і технологій у березні 2023 року Лонг Лехао представив ще одну модифікацію планів. Багаторазовий перший ступінь тепер оснащений 30 ракетними двигунами тягою 200 тонн, що спалюють метан і рідкий кисень, тоді як другий ступінь одноразового використання використовує 2 двигуни того ж типу. Третій ступінь є необов'язковим і використовує один двигун внутрішнього згоряння на рідкому водні та рідкому кисні тягою 120 тонн під назвою YF-91. Існують довгострокові плани зробити 2-й етап також багаторазовим.

## Конструкція
Конструція ракети перетерпіла 4 суттєвих змін в ідеології за роки проробки конструкції.
Майбутня Long March 9 наслідує дизайн SpaceX Starship і має майже такі самі параметри. Висота Long March 9 — 114 м, маса — 4 369 т. Ракета зможе виводити на низьку навколоземну орбіту до 150 т корисного навантаження, або доставляти до Місяця корабель вагою до 54 т.
Згідно з останньою версією дизайну, представленою у Нанкіні, перший ступень Long March 9 має 30 метано-кисневих двигунів з тягою по 200 т, друга 2 таких самих двигуна. Опціональний третій ступень оснащено одним воднево-кисневим двигуном YF-91 з тягою 1,2 MN. Перший ступень Long March 9 буде багаторазовим.